# Турбореактивный двигатель

ТРД в разрезе:
1. Забор воздуха
2. Компрессор низкого давления
3. Компрессор высокого давления
4. Камера сгорания
5. Расширение рабочего тела в турбине и сопле
6. Горячая зона
7. Турбина
8. Зона входа первичного воздуха в камеру сгорания
9. Холодная зона
10. Входное устройство

Турбореактивный двигатель (здесь и далее — ТРД) — газотурбинный двигатель, в котором химическая энергия топлива преобразуется в кинетическую энергию струй газов, вытекающих из реактивного сопла. Основная область применения — авиация. Механической основой любого ТРД всегда является турбокомпрессор.

## История
В 1791 году английский изобретатель Джон Барбер предложил идею коловратного двигателя с поршневым компрессором, камерой сгорания и газовой турбиной. В 1909 году русский изобретатель Н. В. Герасимов запатентовал схему газотурбинного двигателя для создания реактивной тяги (турбореактивного двигателя). Патент на использование газовой турбины для движения самолёта получен в 1921 году французским инженером Максимом Гийомом.
Первый образец турбореактивного двигателя продемонстрировал английский инженер Фрэнк Уиттл 12 апреля 1937 года и созданная им небольшая частная фирма Power Jets. Он основывался на теоретических работах Алана Гриффита.
Первое полезное применение турбореактивного двигателя произошло в Германии на самолёте Heinkel He 178 с ТРД HeS 3. ТРД разработан Хансом фон Охайном почти одновременно с Уиттлом — первый пуск в сентябре 1937 года, изготовлялся фирмой Heinkel-Hirth Motorenbau. Лётчик Эрих Варзиц совершил первый полёт 27 августа 1939 года.

## Принцип работы
Воздух засасывается через воздухозаборник, далее многоступенчатый компрессор сжимает его и направляет в камеру сгорания. В ней сжатый воздух смешивается с топливом, которое воспламеняется. Горячие газы, образовавшиеся в результате горения, расширяются, заставляя вращаться турбину, которая расположена на одном валу с компрессором. Остальная часть энергии перемещается в сужающееся сопло. В результате направленного истечения газа из сопла на двигатель действует реактивная тяга. При горении топлива воздух, служащий рабочим телом, нагревается до 1500—2000 градусов Цельсия.
В полёте поток воздуха тормозится во входном устройстве перед компрессором, в результате чего его температура и давление повышается. На земле во входном устройстве воздух ускоряется, его температура и давление снижаются.
Проходя через компрессор, воздух сжимается, его давление повышается в 10—45 раз, возрастает его температура. Компрессоры газотурбинных двигателей делятся на осевые и центробежные. В наши дни в двигателях наиболее распространены многоступенчатые осевые компрессоры. Центробежные компрессоры, как правило, применяются в малогабаритных силовых установках.
Далее сжатый воздух попадает в камеру сгорания, в так называемые жаровые трубы, либо в кольцевую камеру сгорания, которая не состоит из отдельных труб, а является цельным кольцевым элементом. В наши дни кольцевые камеры сгорания являются наиболее распространёнными. Трубчатые камеры сгорания используются гораздо реже, в основном на военных самолётах. Воздух на входе в камеру сгорания разделяется на первичный, вторичный и третичный. Первичный воздух поступает в камеру сгорания через специальное окно в передней части, по центру которого расположен фланец крепления форсунки, и участвует непосредственно в окислении (сгорании) топлива (формировании топливо-воздушной смеси). Вторичный воздух поступает в камеру сгорания сквозь отверстия в стенках жаровой трубы, охлаждая, придавая форму факелу и не участвуя в горении. Третичный воздух подаётся в камеру сгорания уже на выходе из неё, для выравнивания поля температур. При работе двигателя в передней части жаровой трубы всегда вращается вихрь раскалённого газа (что обусловлено специальной формой передней части жаровой трубы), постоянно поджигающего формируемую топливовоздушную смесь, происходит сгорание топлива (керосина, газа), поступающего через форсунки в парообразном состоянии.
Газовоздушная смесь расширяется и часть её энергии преобразуется в турбине через рабочие лопатки в механическую энергию вращения основного вала. Эта энергия расходуется, в первую очередь, на работу компрессора, а также используется для привода агрегатов двигателя (топливных подкачивающих насосов, масляных насосов и т. п.) и привода электрогенераторов, обеспечивающих энергией различные бортовые системы.
Основная часть энергии расширяющейся газовоздушной смеси идёт на ускорение газового потока в сопле и создание реактивной тяги.
Чем выше температура сгорания, тем выше КПД двигателя. Для предотвращения разрушения деталей двигателя для их изготовления используют жаропрочные сплавы и термобарьерные покрытия. А также применяется система охлаждения воздухом, отбираемым от средних ступеней компрессора.

## Ключевые характеристики
Ключевые характеристики ТРД следующие:
1. Создаваемая двигателем тяга.
2. Удельный расход топлива (масса топлива, потребляемая за единицу времени для создания единицы тяги/мощности)
3. Расход воздуха (масса воздуха, проходящего через каждое из сечений двигателя за единицу времени)
4. Степень повышения полного давления в компрессоре
5. Температура газа на выходе из камеры сгорания.
6. Масса и габариты.

Степень повышения полного давления в компрессоре является одним из важнейших параметров ТРД, поскольку от него зависит эффективный КПД двигателя. Если у первых образцов ТРД (Jumo-004) этот показатель составлял 3, то у современных он достигает 40 (General Electric GE90).
Для повышения газодинамической устойчивости компрессоров они выполняются двухкаскадными (НК-22) или трехкаскадными (НК-25). Каждый из каскадов работает со своей скоростью вращения и приводится в движение своим каскадом турбины. При этом вал 1-го каскада компрессора (низкого давления), вращаемого последним (самым низкооборотным) каскадом турбины, проходит внутри полого вала компрессора второго каскада (каскада высокого давления для двухкаскадного двигателя, каскада среднего давления для трёхкаскадного). Каскады двигателя также именуют роторами низкого, среднего и высокого давления.

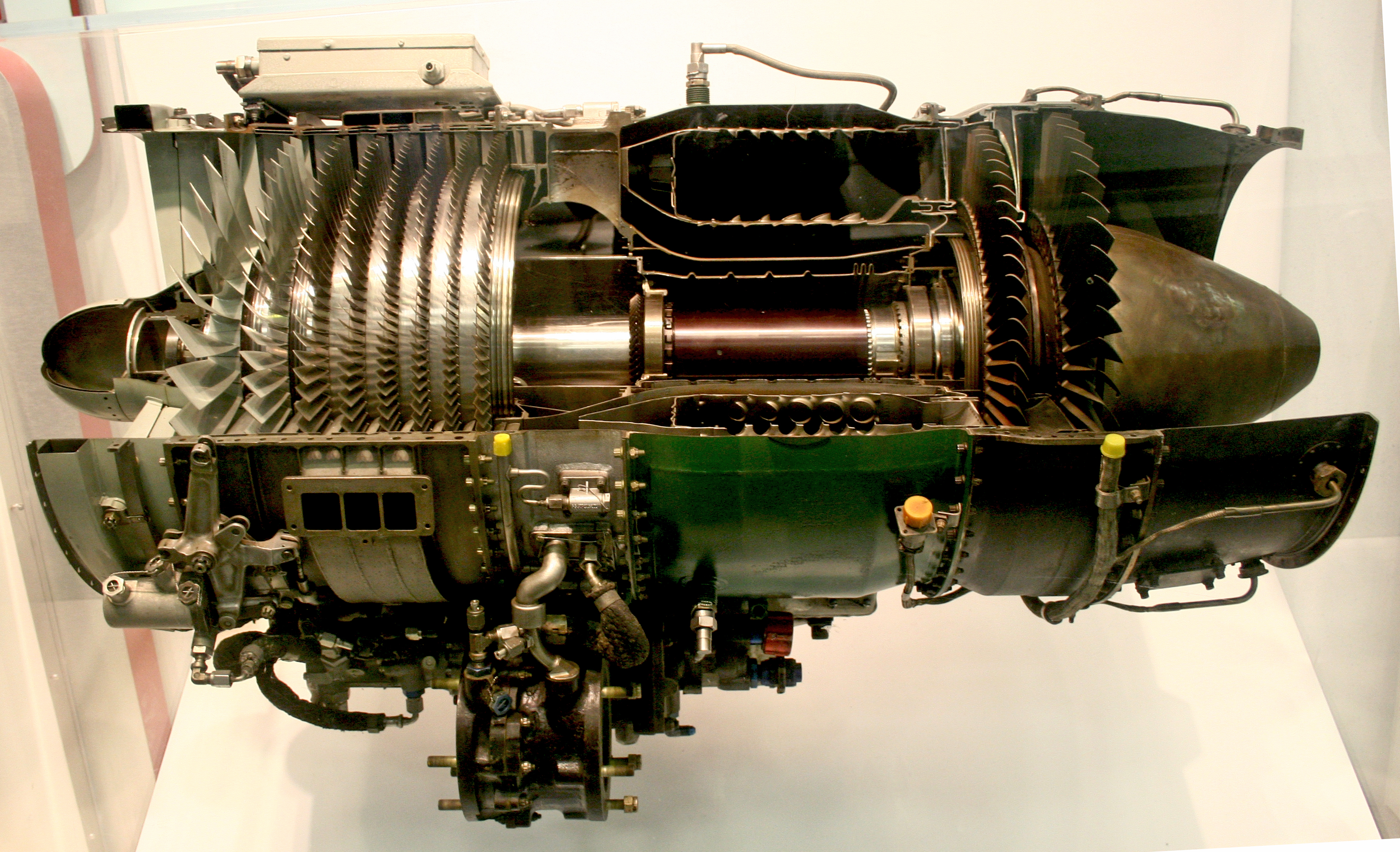
ТРД J85 производства компании General Electric. Между 8 ступенями компрессора и 2 ступенями турбины расположена кольцевая камера сгорания.

Камера сгорания большинства ТРД имеет кольцевую форму и вал турбина-компрессор проходит внутри кольца камеры. При поступлении в камеру сгорания воздух разделяется на 3 потока.
Первичный воздух — поступает через фронтальные отверстия в камере сгорания, тормозится перед форсунками и принимает непосредственное участие в формировании топливно-воздушной смеси. Непосредственно участвует в сгорании топлива. Топливо-воздушная смесь в зоне сгорания топлива в ВРД по своему составу близка к стехиометрической.
Вторичный воздух — поступает через боковые отверстия в средней части стенок камеры сгорания и служит для их охлаждения путём создания потока воздуха с гораздо более низкой температурой, чем в зоне горения.
Третичный воздух — поступает через специальные воздушные каналы в выходной части стенок камеры сгорания и служит для выравнивания поля температур рабочего тела перед турбиной.
Из камеры сгорания нагретое рабочее тело поступает на турбину, расширяется, приводя её в движение и отдавая ей часть своей энергии, а после неё расширяется в сопле и истекает из него, создавая реактивную тягу.

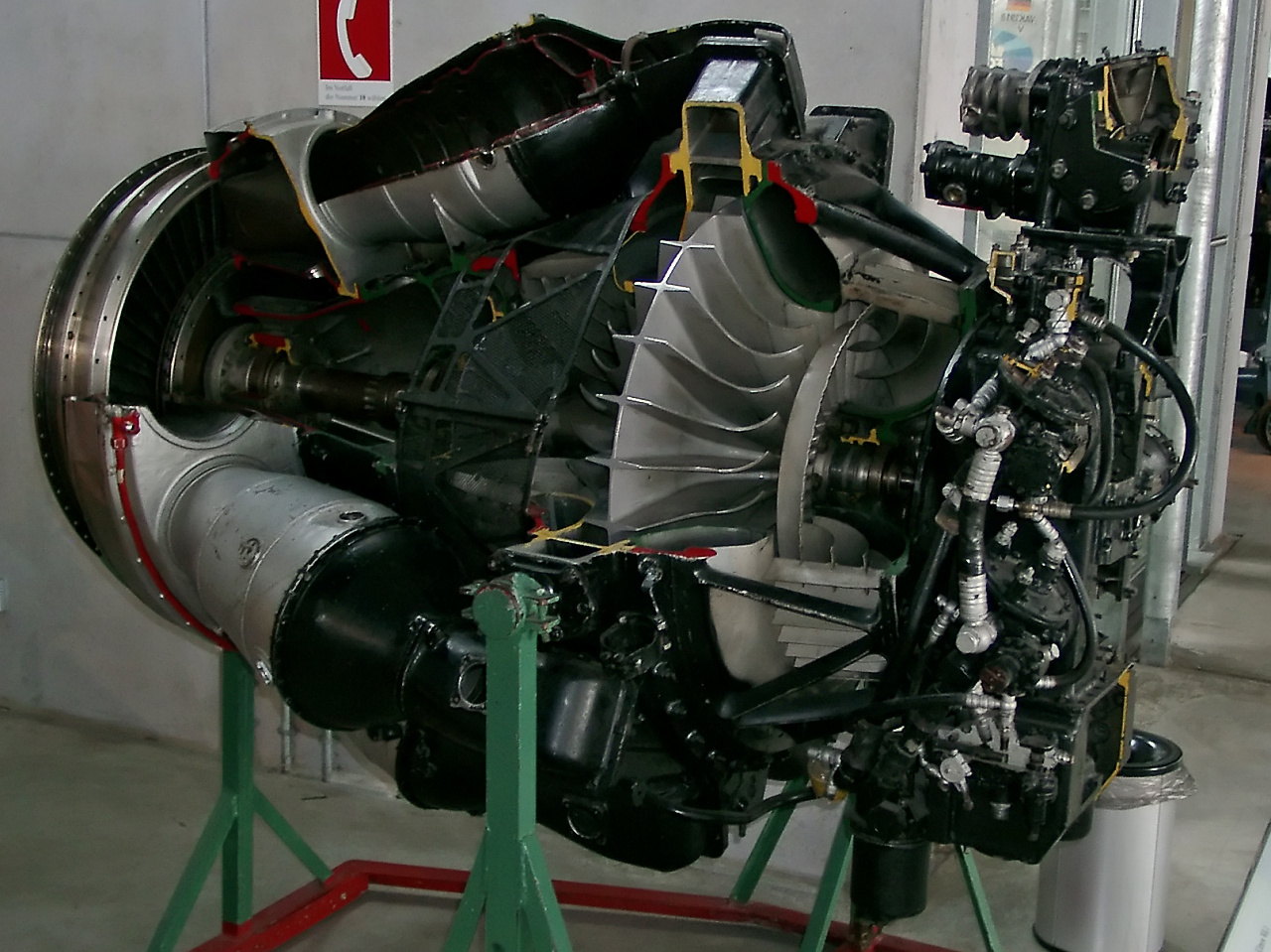
ТРД ВК-1 КБ Климова, с ныне всё реже использующимися центробежным компрессором и трубчатой камерой сгорания. Создан на основе лицензионного Rolls-Royce Nene для МиГ-15, МиГ-17.

Благодаря компрессору ТРД (в отличие от ПВРД) может «трогать с места» и работать при низких скоростях полёта, что для двигателя самолёта является совершенно необходимым, при этом давление в тракте двигателя и расход воздуха обеспечиваются только за счёт компрессора.
При повышении скорости полёта давление в камере сгорания и расход рабочего тела растут за счёт роста напора встречного потока воздуха, который затормаживается во входном устройстве (так же, как в ПВРД) и поступает на вход низшего каскада компрессора под давлением более высоким, чем атмосферное, при этом повышается и тяга двигателя.
Диапазон скоростей, в котором ТРД эффективен, смещён в сторону меньших значений, по сравнению с ПВРД. Агрегат «турбина-компрессор», позволяющий создавать большой расход и высокую степень сжатия рабочего тела в области низких и средних скоростей полёта, является препятствием на пути повышения эффективности двигателя в зоне высоких скоростей:
- Температура, которую может выдерживать турбина, ограничена, что накладывает ограничение на количество тепловой энергии, подводимой к рабочему телу в камере сгорания, а это ведёт к уменьшению работы, производимой им при расширении.

Повышение допустимой температуры рабочего тела на входе в турбину является одним из главных направлений совершенствования ТРД. Если для первых ТРД эта температура едва достигала 1000 К, то в современных двигателях она приближается к 2000 К. Это обеспечивается как за счёт применения особо жаропрочных материалов, из которых изготовляются лопатки и диски турбин, так и за счёт организации их охлаждения: воздух из средних ступеней компрессора (гораздо более холодный, чем продукты сгорания топлива) подается на турбину и проходит сквозь сложные каналы внутри турбинных лопаток.
- Турбина поглощает часть энергии рабочего тела перед поступлением его в сопло.

В результате максимальная скорость истечения реактивной струи у ТРД меньше, чем у ПВРД, что в соответствии с формулой для реактивной тяги ВРД на расчётном режиме, когда давление на срезе сопла равно давлению окружающей среды,

где {\displaystyle P} — сила тяги,

{\displaystyle G} — секундный расход массы рабочего тела через двигатель,

{\displaystyle c} — скорость истечения реактивной струи (относительно двигателя),

{\displaystyle v} — скорость полёта,

ограничивает сверху диапазон скоростей, на которых ТРД эффективен, значениями M = 2,5 — 3 (M — число Маха). На этих и более высоких скоростях полёта торможение встречного потока воздуха создаёт степень повышения давления, измеряемую десятками единиц, такую же, или даже более высокую, чем у высоконапорных компрессоров, и ещё бо́льшее сжатие становится нежелательным, так как воздух при этом нагревается, а это ограничивает количество тепла, которое можно сообщить ему в камере сгорания. Таким образом, на высоких скоростях полёта (при M > 3) агрегат турбина-компрессор становится бесполезным, и даже контрпродуктивным, поскольку только создаёт дополнительное сопротивление в тракте двигателя, и в этих условиях более эффективными становятся прямоточные воздушно-реактивные двигатели.

## Типы турбореактивных двигателей

### Одноконтурный ТРД
(тж. — ТРД)

Схема одноконтурного турбореактивного двигателя

Таковым является ТРД с одним контуром — то есть, с одной проточной частью.

Одноконтурные ТРД имеют наилучшие показатели экономичности при скоростях выше 1000 км/ч, поэтому область их применения обычно ограничивается военными самолётами. Одноконтурный ТРД может быть дополнен форсажной камерой (ТРДФ).

### Двухконтурный ТРД

Принципиальная схема турбореактивного двухконтурного двигателя (ТРДД):
1 — компрессор низкого давления; 2 — внутренний контур; 3 — выходной поток внутреннего контура; 4 — выходной поток внешнего контура

(тж. — ТРДД)
Таковым является ТРД с внутренним и наружным контурами, в котором часть энергии сгорания топлива, подводимого во внутренний контур, преобразуется в механическую работу для привода компрессора (вентилятора) наружного контура.
В основе ТРДД принцип вовлечения дополнительной массы воздуха в создание тяги, чтобы, прежде всего, увеличить КПД ТРД в плотной атмосфере. В отличие от одноконтурного ТРД (ТРД с одной единственной проточной частью) в ТРДД воздух, поступающий в двигатель через общий воздухозаборник, делится на два потока. Первый поток — поток внутреннего контура — сжимается в нескольких ступенях компрессора, поступает в камеру сгорания, проходит через турбину и выходит через сопло. Второй поток — поток наружного контура — также сжимается ступенями компрессора, но далее направляется к соплу в обход камеры сгорания. Оба потока обычно смешиваются за турбиной в так называемой «камере смешения» до сопла и выходят через единое сопло общей реактивной струёй.

Схема двухвального ТРДД с малой степенью двухконтурности.
Двухвальная схема вообще типична для ТРДД: один вал является общим для турбокомпрессора внутреннего контура, а второй вал является общим для турбокомпрессора наружного контура. Компрессор наружного контура одновременно является компрессором низкого давления для внутреннего контура и компрессором-вентилятором для наружного контура. Компрессор внутреннего контура для создания потока наружного контура не задействован. Обе турбины обоих турбокомпрессоров приводятся потоком газов только внутреннего контура.

Наличие двух проточных частей (контуров), двух (и более) валов, двух турбокомпрессоров, камеры смешения — всё приводит к усложнению ТРД, увеличению его продольного и поперечного габаритов, а также увеличению массы. Но в результате повышается КПД двигателя на дозвуковых скоростях и снижается шум, создаваемый реактивной струёй. Повышение КПД достигается за счёт уменьшения разницы между скоростью истечения газов из сопла и скоростью самолёта за счёт увеличения расхода воздуха в обход внутреннего контура. Применение второго контура в двигателях для военной сверхзвуковой авиации позволяет охлаждать горячие части двигателя, это позволяет увеличивать температуру газов перед турбиной, что способствует дополнительному повышению тяги.
Важным параметром любого ТРДД является степень двухконтурности — отношение расхода массы воздуха через внешний контур к расходу через внутренний. Этот параметр определяется на стадии конструирования и во многом зависит от назначения двигателя (области применения и скоростях эксплуатации).
Двигатели с малой степенью двухконтурности (m < 2) применяются для сверхзвуковых самолётов, двигатели с m > 2 для дозвуковых пассажирских и транспортных самолётов. В случае, когда степень двухконтурности более 4-х (m > 4), ТРДД выполняют без смешения потоков до сопла, с коротким наружным контуром, так как в таких случаях из-за значительной разности давлений и скоростей смешение потоков затруднительно. При этом, с ростом степени двухконтурности, одновременно возрастает доля мощности, необходимая для привода компрессора-вентилятора. Подобные ТРДД становятся чем-то средним между ТРДД и турбовальным/турбовинтовым ГТД и выделяются в отдельный тип — так называемых турбовентиляторных двигателей.
ТРДД, подобно ТРД, могут быть снабжены регулируемыми соплами и форсажными камерами для сверхзвуковых военных самолётов.
Впервые двухконтурный ТРД предложен создателем первого работоспособного ТРД Фрэнком Уитлом в начале 1930-х годов. Советский учёный и конструктор А. М. Люлька с 1937 года исследовал этот принцип и представил заявку на изобретение двухконтурного турбореактивного двигателя (авторское свидетельство 22 апреля 1941 года). Первые образцы ТРД с форсажными камерами созданы в Rolls-Royce во второй половине 1940-х годов, а Conway стал первым серийным.

#### Турбовентиляторный двигатель
Порою в популярной литературе ТРДД с высокой степенью двухконтурности (выше 2) называют турбовентиляторными. В англоязычной литературе этот двигатель называется turbofan с добавлением уточнения high bypass (высокая двухконтурность), сокращённо — hbp. ТРДД с высокой степенью двухконтурности выполняются, как правило, без камеры смешения. По причине большого входного диаметра таких двигателей их сопло внешнего контура достаточно часто делают укороченным с целью снижения массы двигателя.

### ТРД с управляемым вектором тяги (УВТ)
Специальные поворотные сопла на некоторых ТРДД позволяют отклонять истекающий из сопла поток рабочего тела относительно оси двигателя. ОВТ приводит к дополнительным потерям тяги двигателя за счёт выполнения дополнительной работы по повороту потока и усложняет управление самолётом. Но эти недостатки полностью компенсируются значительным повышением манёвренности и сокращением разбега самолёта при взлёте и пробега при посадке, вплоть до вертикальных взлёта и посадки. ОВТ используется исключительно в военной авиации.

### ТРД с форсажной камерой
Хотя в ТРД имеет место избыток кислорода в камере сгорания, этот резерв мощности не удаётся реализовать напрямую — увеличением расхода горючего в камере — из-за ограничения температуры рабочего тела, поступающего на турбину. Этот резерв используется в двигателях, оборудованных форсажной камерой, расположенной между турбиной и соплом. В режиме форсажа в этой камере сжигается дополнительное количество горючего, внутренняя энергия рабочего тела перед расширением в сопле повышается, в результате чего скорость его истечения возрастает, и тяга двигателя увеличивается, в некоторых случаях, более, чем в 1,5 раза, что используется боевыми самолётами при полётах на высоких скоростях. В форсажной камере применяется стабилизатор, функция которого состоит в снижении скорости за ним до околонулевых значений, что обеспечивает стабильное горение топливной смеси. При форсаже значительно повышается расход топлива, ТРД с форсажной камерой практически не нашли применения в коммерческой авиации, за исключением самолётов Ту-144, полёты которых уже прекратились.

### Гибридный ТРД

#### ТРД + прямоточный воздушно-реактивный двигатель
В 1960-х годах в США был создан гибридный ТРД / ПВРД Pratt & Whitney J58, использовавшийся на стратегическом разведчике SR-71 Blackbird. До числа Маха М = 2,4 он работал как ТРД с форсажем, а на более высоких скоростях открывались каналы, по которым воздух из входного устройства поступал в форсажную камеру, минуя компрессор, камеру сгорания и турбину, подача топлива в форсажную камеру увеличивалась, и она начинала работать, как ПВРД. Такая схема работы позволяла расширить скоростной диапазон эффективной работы двигателя до М = 3,2. В то же время двигатель уступал по весовым характеристикам как ТРД, так и ПВРД, и широкого распространения этот опыт не получил.

#### ТРД + ракетный двигатель
Двигатели этого типа при полёте в атмосфере в качестве окислителя используют кислород из атмосферного воздуха, а при полёте за пределами атмосферы в качестве окислителя используют жидкий кислород из топливных баков. Двигатели такого типа планировалось использовать в нереализованном проекте HOTOL и намечено в проекте Skylon.

### ТРД с регулируемым соплом
ТРД, скорость истечения реактивной струи в которых может быть как дозвуковой, так и сверхзвуковой на различных режимах работы двигателей, оборудуются регулируемыми соплами. Эти сопла состоят из продольных элементов, называемых створками, подвижных относительно друг друга и приводимых в движение специальным приводом, позволяющим по команде пилота или автоматической системы управления двигателем изменять геометрию сопла. При этом изменяются размеры критического (самого узкого) и выходного сечений сопла, что позволяет оптимизировать работу двигателя при полётах на разных скоростях и режимах работы двигателя.m. Архивировано из оригинала 14 апреля 2008 года.

### Ядерный ТРД
Использует для нагрева воздуха ядерный реактор вместо сжигания керосина. Главным недостатком является сильное радиационное заражение использованного воздуха. Преимуществом является возможность длительного полёта.

## Область применения
ТРД наиболее активно развивались в качестве двигателей для всевозможных военных и коммерческих самолётов до 70-80-х годов XX века. В настоящее время ТРД потеряли значительную часть своей ниши в авиастроении, будучи вытесненными более экономичными двухконтурными ТРД (ТРДД).

Образцы летательных аппаратов, оборудованных ТРД
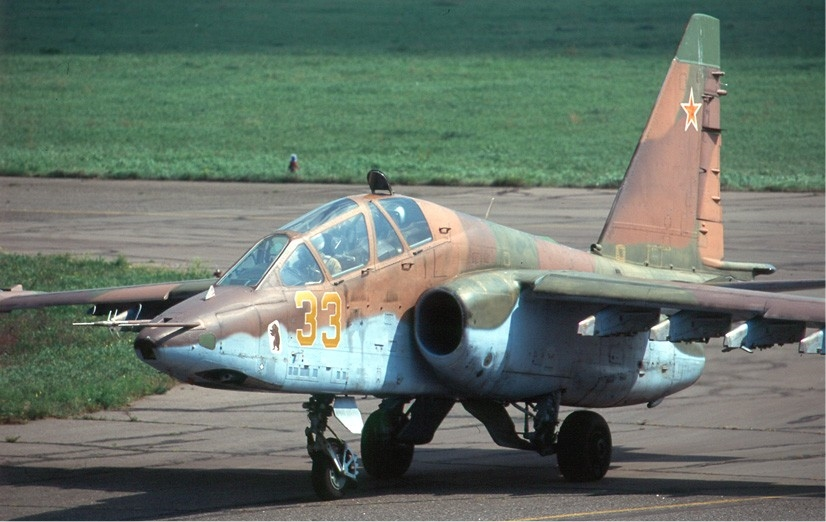
Штурмовик Су-25 УБ с двумя ТРД Р-95Ш.
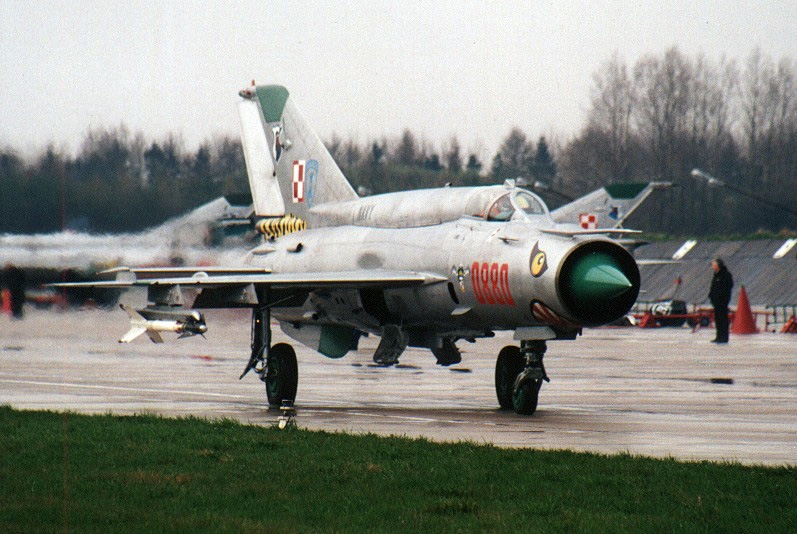
Истребитель МиГ-21 бис с ТРД Р-25-300.
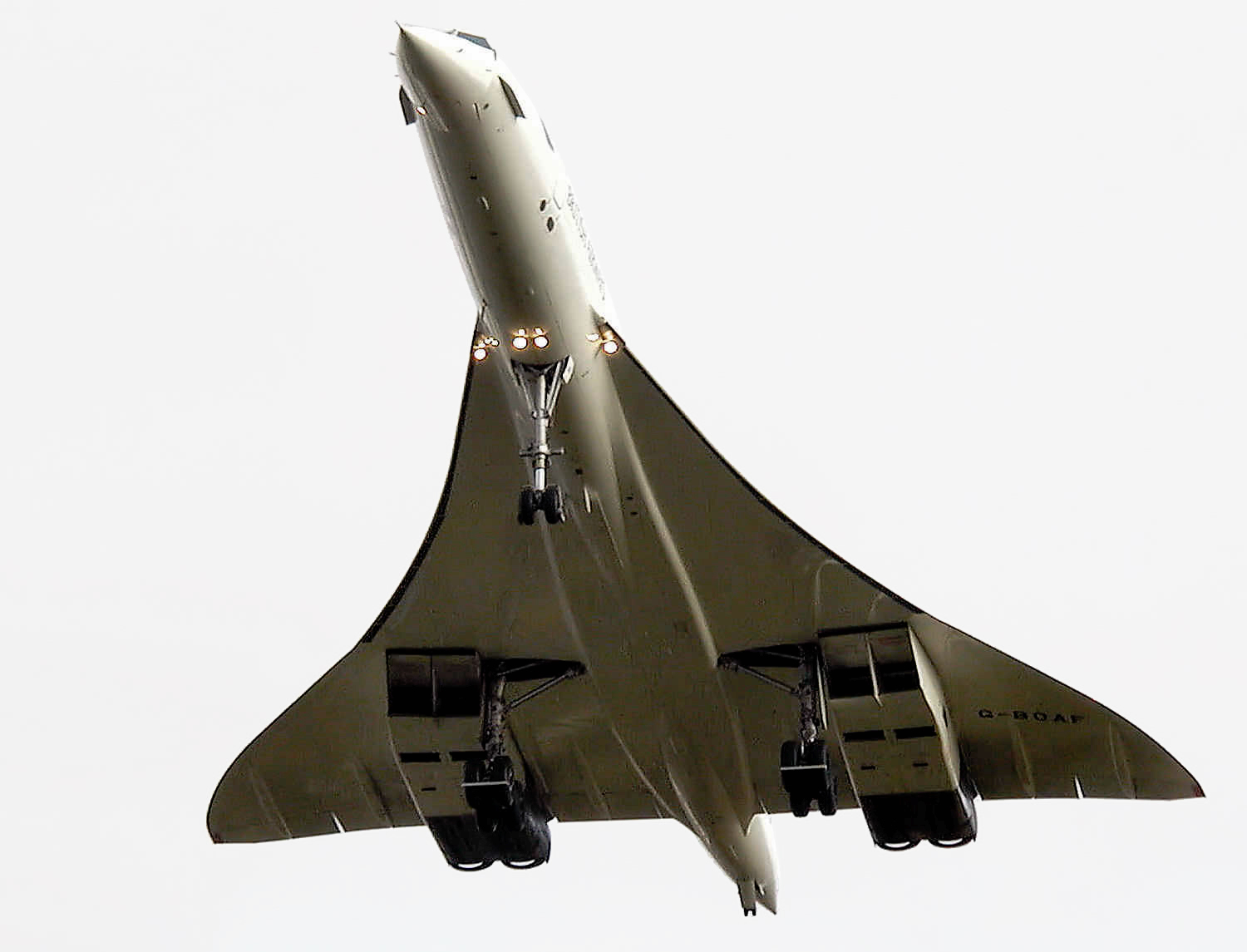
Сверхзвуковой авиалайнер Concorde с четырьмя ТРДФ Rolls-Royce Olympus 593.
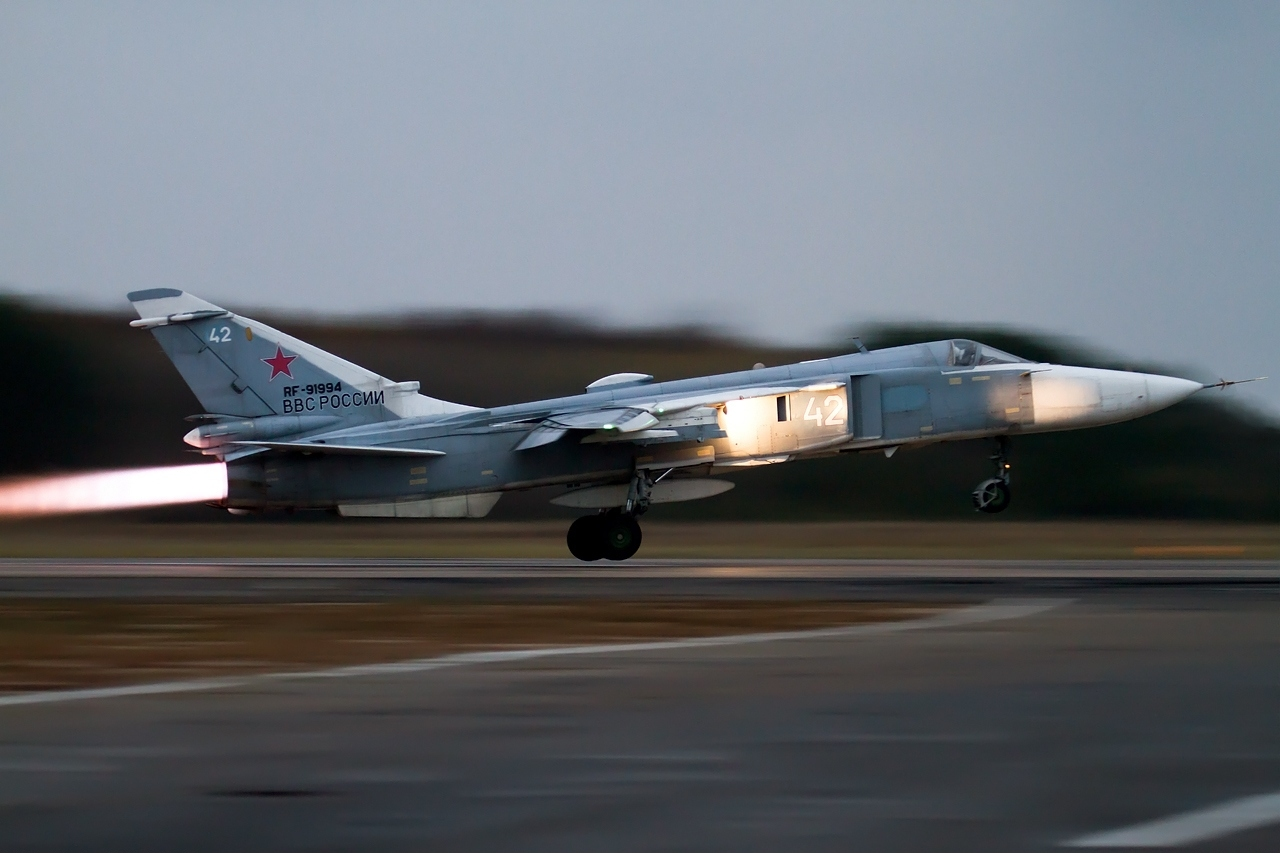
Су-24 фирмы Сухой с форсажными одноконтурными ТРДФ АЛ-21Ф.

Можно сказать, что с 1960-х и по сей день в самолётном авиадвигателестроении — эра ТРДД. ТРДД различных типов являются наиболее распространённым классом ВРД, используемых на самолётах, от высокоскоростных истребителей-перехватчиков с ТРДД с малой степенью до гигантских коммерческих и военно-транспортных самолётов с ТРДД с высокой степенью двухконтурности.

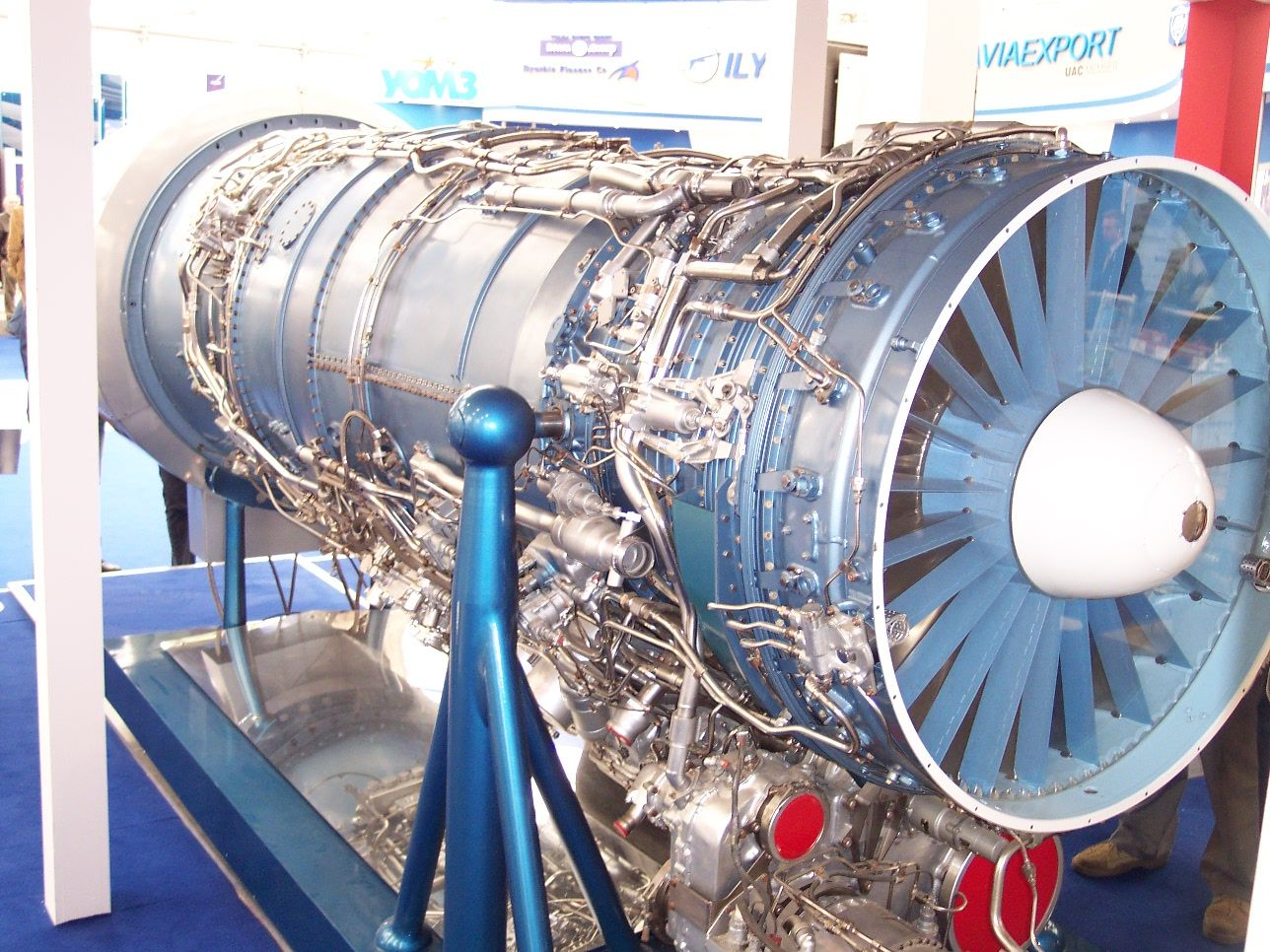
ТРДДФсм АЛ-31Ф.
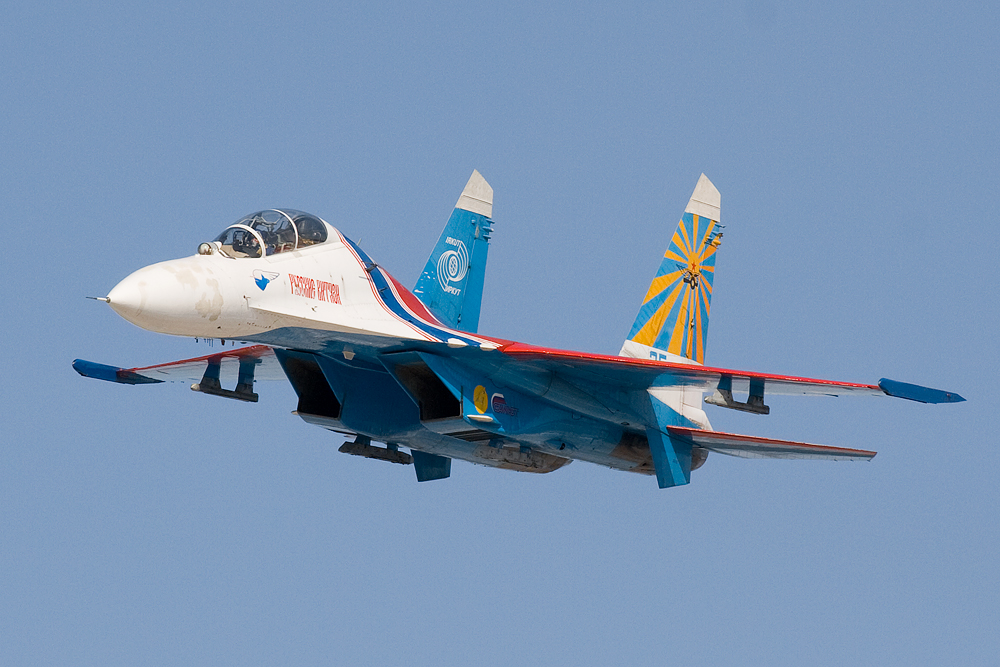
Самолет Су-27 с двумя ТРДДФсм АЛ-31Ф
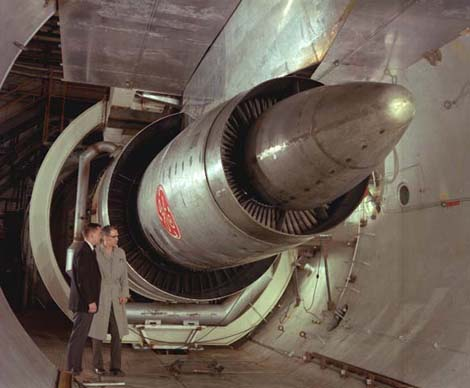
ТРДД с высокой степенью двухконтурности TF-39 (вид сзади)
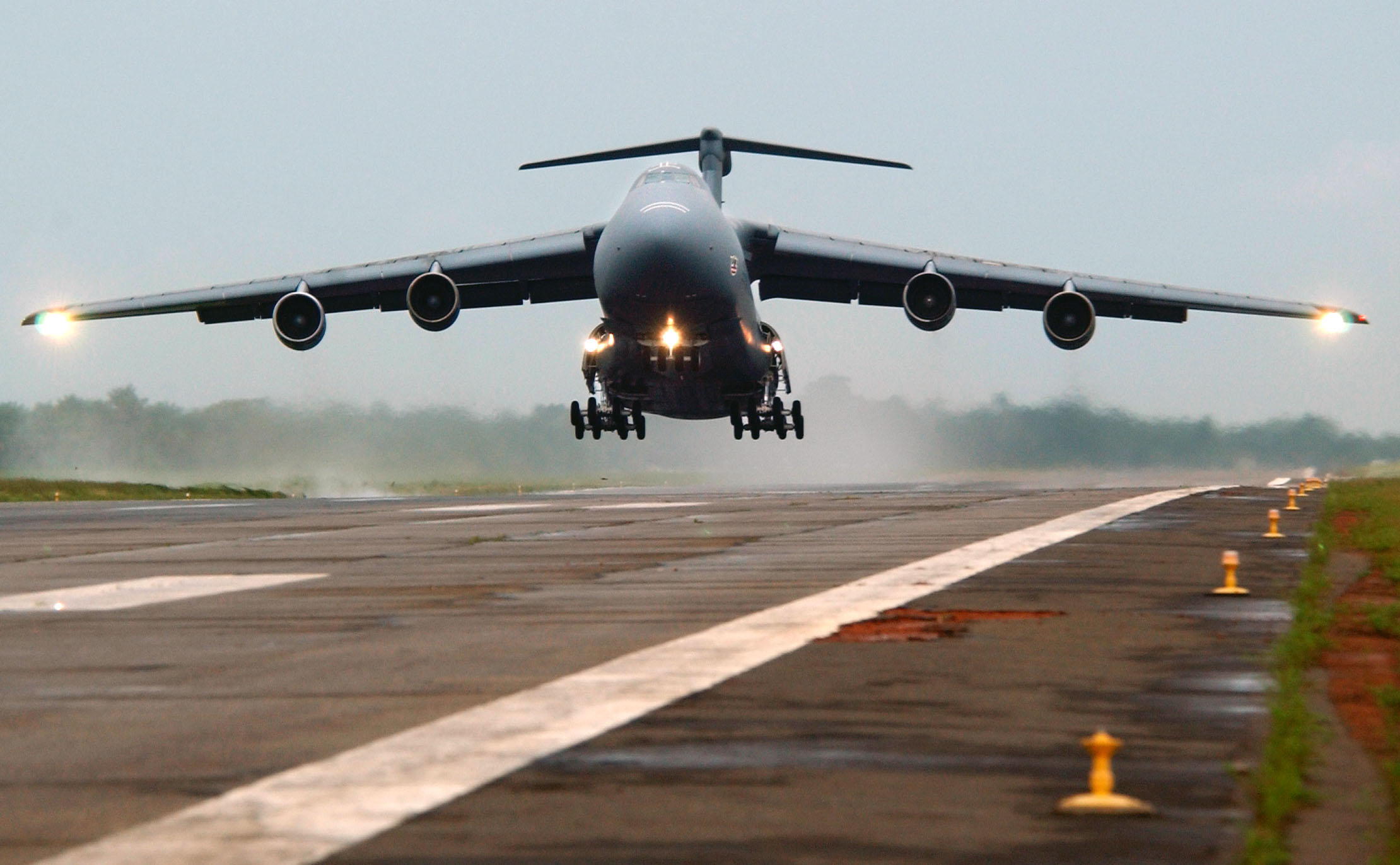
Самолет Lockheed C-5 Galaxy с четырьмя ТРДД TF-39
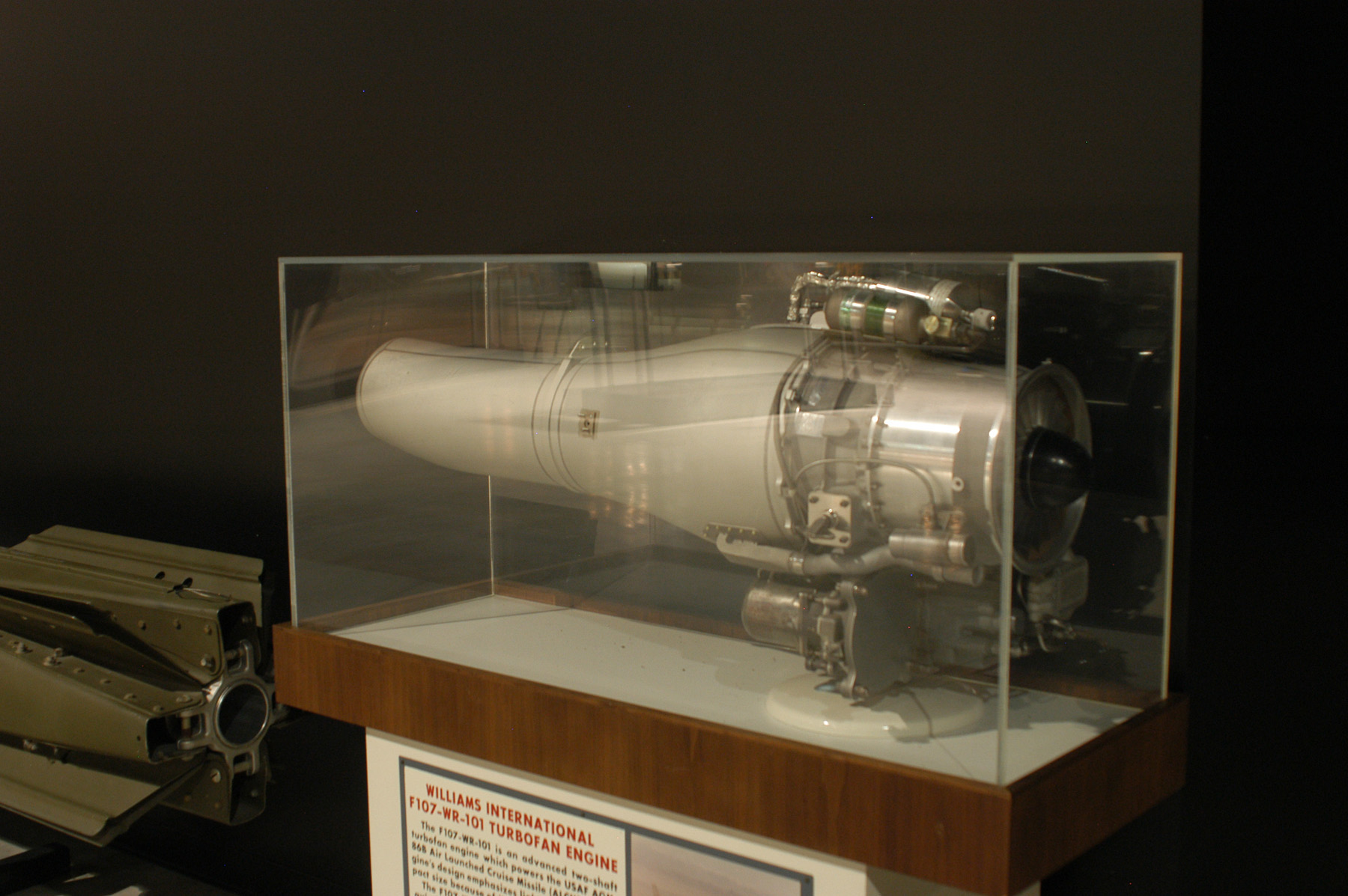
ТРДДсм F-107
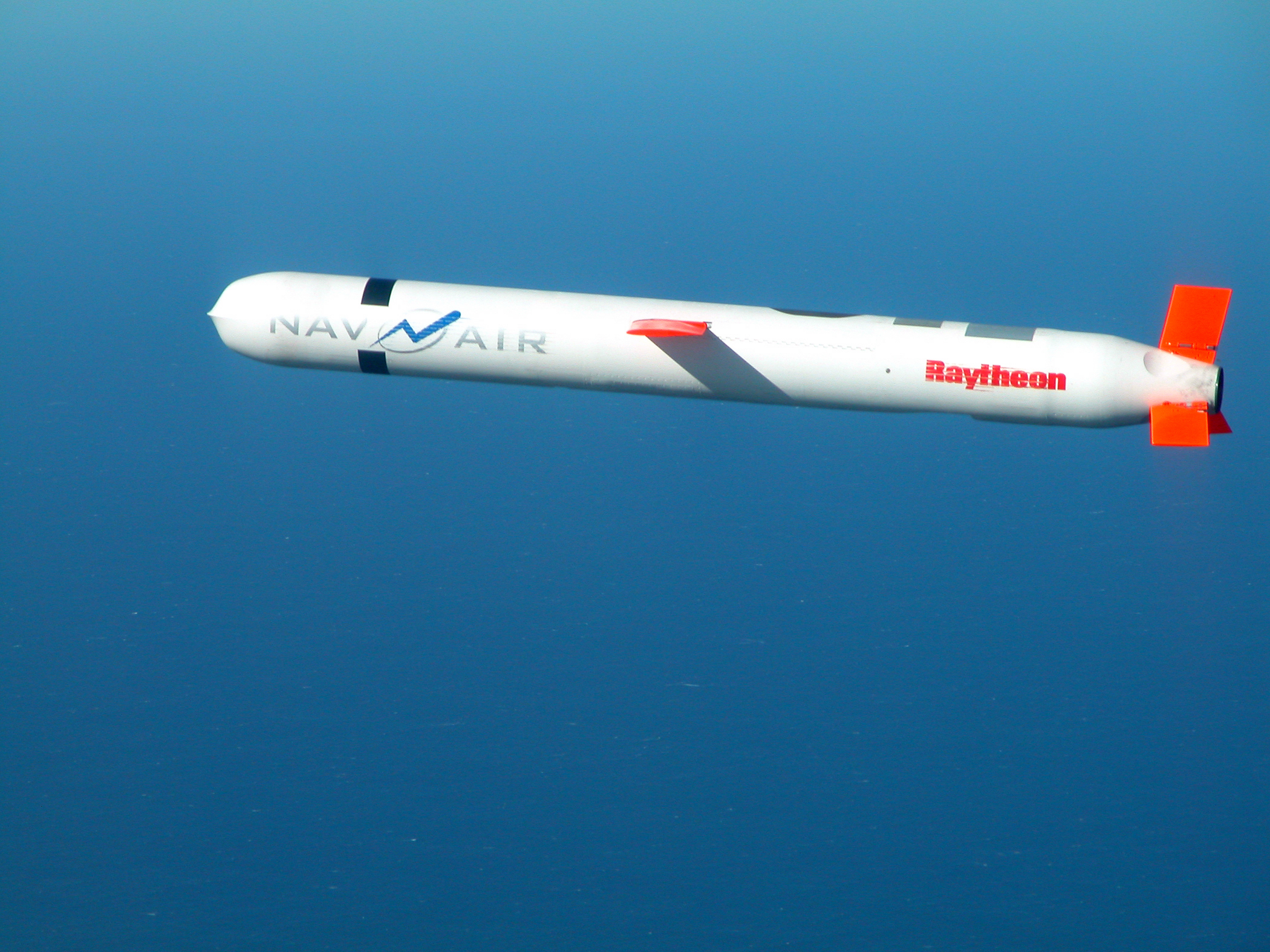
Крылатая ракета Томагавк с ТРДДсм F-107